# Schizopetalon maritimum
Schizopetalon maritimum là một loài thực vật có hoa trong họ Cải. Loài này được Barnéoud miêu tả khoa học đầu tiên năm 1845.